# Nizina Północnosyberyjska
Nizina Północnosyberyjska (Siewiero-Sibirskaja nizmiennost) – rozległa nizina w azjatyckiej części Rosji, pomiędzy ujściowym odcinkiem Jeniseju na zachodzie i rzeką Leną na wschodzie, a Górami Byrranga i wybrzeżem Morza Arktycznego na północy i Wyżyną Środkowosyberyjską na południu. 
Długość ok. 1800 km, szerokość do 600 km. 
Powierzchnia zasłana jest mezozoicznymi osadami morskimi i utworami polodowcowymi. Teren pagórkowaty, miejscami występują wzgórza o wysokości ponad 500 metrów n.p.m. Liczne tereny podmokłe i jeziora min. Jezioro Tajmyr. Roślinność tundrowa, ku południu przechodząca w lasotundrę. Według niektórych źródeł do Niziny Północnosyberyjskiej zalicza się również leżące dalej ku wschodzie niziny aż po ujście rzeki Kołymy: Nizina Jańsko-Indygirska i Nizina Kołymska.
Tworzy rozległe zapadlisko tektoniczne, wypełnione osadami mezozoicznymi i młodszymi, położone na północy od Wyżyny Środkowosyberyjskiej. Powierzchnia niziny jest płaska, przykryta miąższą warstwą osadów lodowcowych. Panuje tu klimat subpolarny, roślinność reprezentuje tundra, na południu lasotundra. Liczne jeziora oraz bagna związane są z występowaniem wiecznej marzłoci. Obszar odwadniany jest przez Piasinę, Chatangę, Anabar. W części wschodniej nizina dochodzi bezpośrednio do Morza Łaptiewów, na zachodzie zajmuje południową część półwyspu Tajmyr.